# Бышевский, Анатолий Шулимович
Анатолий Шулимович Бышевский (26 октября 1929 — 15 января 2013) — российский учёный-медик, доктор медицинских наук, профессор, зав. кафедрой биохимии Тюменской медицинской академии. Заслуженный изобретатель РФ (1995)

## Биография
Родился в г. Кременчуг Полтавской области. После окончания Львовского медицинского института (1954) работал врачом в Волынской области.
В 1961—1972 — ассистент, доцент и с 1967 г. — зав. кафедрой биохимии Запорожского медицинского института.
С 1972 г. — зав. кафедрой биохимии Тюменской медицинской академии.
Тема научных исследований — природные антикоагулянты, связь гемостаз-липидпероксидация, коррекция гемостаза при заболеваниях с риском тромбоза.
Член-корреспондент Российской Академии Естествознания (1995), член-корреспондент Международной академии информатизации (1994), заслуженный изобретатель РФ (1995), отличник здравоохранения (1986).
Награды и звания:
- Медаль «За доблестный труд в ознаменование 100-летия со дня рождения В. И. Ленина» (от имени Президиума Верховного Совета СССР от 6 апреля 1970 г);
- Медаль «За освоение недр и развитие нефтегазового комплекса Западной Сибири» Указ Президиума Верховного Совета СССР о 19 сентября 1985 г.;
- Медаль им. В. И. Вернадского за успехи в развитии отечественной науки (Президиум РАЕ протокол № 135 от 17.05. 2007 г);
- Почетное звание «Основатель научной школы Гемостаз и липидпероксидация» по решению Президиума РАЕ от 17 апреля 2006 г. за № 0045;
- Заслуженный деятель науки и образования (Президиум РАЕ (№ 197 от 14 мая 2007 г.).

Член редколлегии журнала «Тромбоз, гемостаз и реология» (Москва).
В соавторстве с сотрудниками опубликовал 17 книг. В их числе:
- «Регуляция коагуляционных превращений фибриногена». — Свердловск: Средне-Уральское книжное из-во, 1978. — 11 п.л.;
- «Биохимические компоненты свертывания крови». — Свердловск: Средне-Уральское книжное из-во, 1990. — 11 п.л.;
- «Биохимия для врача». — Екатеринбург: Уральский рабочий, 1994. — 383 с. (34 п.л.);
- «Биохимические сдвиги и их оценка в диагностике патологических состояний». — М: Медицинская книга, 2002. — 20 п.л.;
- «Связь гемостаза с перекисным окислением липидов». — М: Медицинская книга, 2003. — 6 п.л.;
- «Антиоксиданты в коррекции гемокоагуляционных сдвигов». — М: Медицинская книга, 2003. — п.л. 5;
- «Біохімiя для лікаря». — Киев: Украінський центр духовноi культури, 2001. — 395 с (30 п.л.);
- «О роли щитовидной железы в регуляции гемостаза». — М: Медицинская книга, 2006. — 5 п.л.;
- «Витамины, внутрисосудистое свертывание крови и липидпероксидация». — М: Медицина, 2006. — 6 п.л.

Автор 17 изобретений, 2 патентов по методам исследования гемостаза и его коррекции у больных с тромботическими состояниями.
Скончался 15 января 2013 года в Тюмени.